# Acsaf
Acsaf (en hebreo: אַכְשָׁף‎,en griego antiguo: Άξείφ o Άκσάφ) fue una ciudad real de los cananeos en el norte de Galilea.Su nombre significa «brujería».
Josué asignó ese territorio a la tribu de Aser.
Las Cartas de Amarna del año 1350 a. C. dicen que la ciudad de Akšapa (Acsaf) tenía como gobernante Endaruta. Por aquel entonces, los habiru atacaron varias ciudades-Estado y Endaruta se alió para combatirlos con los reyes de Jerusalén, Acre y otras ciudades. Se conserva una carta extremadamente breve de Endaruta, donde después de una introducción ritual dice: «... sea cual sea, oh rey (es decir Faraón) señor mío, ordena y me prepararé...». En respuesta, el faraón le dice que se prepare para proteger y defender a Akšapa y que espere la llegada de los arqueros.
Después de la dominación egipcia pasó probablemente a Jasor, una ciudad cananea muy poderosa, en el siglo XII a. C. En el siglo XI a. C. aparece como gobernante Simron. En el siglo X a. C., pasó a Israel, en el dominio de la tribu de Aser.

## Localización
Acsaf estaba en el límite oriental de la tribu de Aser. Hay varias opiniones en cuanto a su ubicación exacta, incluyendo Tell Keisan, Tell Regev, Tell Harbaj y Tell an-Nakhl. En la Septuaginta griega, en varios manuscritos, dependiendo del pasaje, su nombre se da en las formas Azeiph, Achsaph, Achas, Keaph, Achiph, Acheib y Chasaph.